# Kradibia ordinata
Kradibia ordinata är en stekelart som beskrevs av Wiebes 1993. Kradibia ordinata ingår i släktet Kradibia och familjen fikonsteklar. Inga underarter finns listade i Catalogue of Life.